# تشارلي مارتن
تشارلي مارتن (بالإنجليزية: Charlie Martin)‏ هو لاعب كرة قدم أسترالية أسترالي، ولد في 2 نوفمبر 1883 في ريتشموند ‏ في أستراليا، وتوفي في 21 أكتوبر 1955 في Caulfield South ‏ في أستراليا.

## وصلات خارجية
- تشارلي مارتن على موقع AustralianFootball.com (الإنجليزية)
- تشارلي مارتن على موقع AFLtables.com (الإنجليزية)